# Bay of Seals
Die Bay of Seals (englisch für Bucht der Robben) ist eine vereiste Bucht an der Shirase-Küste der antarktischen Ross Dependency.
Ihr Entdecker ist der norwegische Marineoffizier und Polarforscher Kristian Prestrud (1881–1927), der an der Südpolexpedition (1910–1912) des norwegischen Polarforschers Roald Amundsen beteiligt war und dabei den Erkundungstrupp in dieses Gebiet angeführt hatte. Neuseeländische Wissenschaftler benannten sie 1958 nach dem Umstand, dass die Mannschaft hier Robben getötet und mit ihnen ein Nahrungsmitteldepot am Ufer der Bucht errichtet hatte.